# Brian Crowley
Brian Crowley, né le 4 mars 1964 à Dublin, est un homme politique irlandais, membre du Fianna Fáil.

## Biographie

### Situation personnelle
Brian Crowley utilise un fauteuil roulant depuis un accident dont il a été victime à l’âge de 16 ans. À partir de 2011, il a des plaies aux jambes résultant de sa paralysie. Celles-ci ont nécessité des traitements qui l’ont tenu en retrait de la vie publique. Il déclare en juillet 2013 que son état de santé s’est amélioré,.
En 1993, il obtient un diplôme de droit à l’University College Cork.

### Parcours politique
En février 1993, il est nommé au Seanad Éireann par le Taoiseach Albert Reynolds. Élu au Parlement européen, il démissionne du Seanad le 31 août 1994. Il est remplacé par Edward Haughey (en) à compter du 6 septembre.
Député européen pour la circonscription Sud, il est co-président du groupe Union pour l'Europe des nations de 1999 à 2004, avant que Fianna Fáil ne rejoigne l’ELDR puis l’ALDE. Il siège ensuite dans le groupe des Conservateurs et réformistes européens au Parlement européen, contre l’avis des dirigeants de son parti.
Le 12 février 2009, la commission des affaires juridiques du Parlement européen approuve un rapport rédigé par Brian Crowley visant à prolonger la durée des droits d’auteur sur les enregistrements musicaux de 50 à 95 ans,.
Alors qu’il avait annoncé dès 2008 sa volonté d’être candidat à l’élection présidentielle irlandaise de 2011, il renonce et se retire à un peu plus d’un mois du scrutin, à la demande de Willie O’Dea, qui le dissuade de maintenir sa candidature,.
En janvier 2019, il annonce ne pas être candidat à un nouveau mandat lors des élections européennes de 2019. Le journal Irish Independent révèle qu’il percevra une indemnité de 210 000 euros à son départ du Parlement européen.

## Polémiques
En juin 2011, Brian Crowley refuse de communiquer le détail de ses dépenses et indemnités en tant que député européen.
En décembre 2015, The Sunday Times relève ses absences répétées au Parlement européen, en raison de problèmes de santé. Un article publié en mai 2016 par The Irish Times indique que Brian Crowley n’a assisté à aucun vote depuis sa réélection deux ans auparavant. En octobre 2018, sa fiche sur le site VoteWatch.eu (de) révèle qu’il n’a toujours pas pris part à un vote durant la 8e législature du Parlement européen.